# Steve Carell

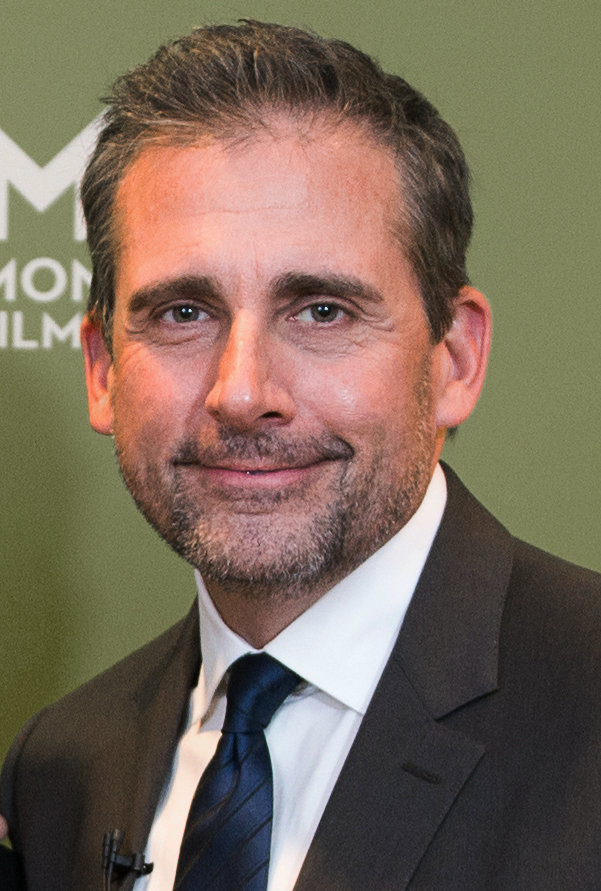
Steve Carell (2014)

Steven John „Steve“ Carell (* 16. August 1962 in Concord, Massachusetts) ist ein US-amerikanischer Schauspieler und Komiker.

## Film- und Fernsehkarriere
Carell wuchs als jüngster von vier Brüdern in Acton in einer katholischen Familie mit polnischen, deutschen und italienischen Wurzeln auf. Sein Vater war Elektriker, seine Mutter Krankenschwester. Während seiner Schulzeit spielte er aktiv Eishockey und Lacrosse, anschließend studierte er Geschichte an der Denison University.
Mit der Schauspielerei begann Carell als Mitglied eines akademischen Improvisationstheaters. In der Folge hatte er kleinere Auftritte an verschiedenen Theatern in Chicago, während er als Briefträger seinen Lebensunterhalt zu bestreiten versuchte.
Einem breiteren Publikum wurde Carell als Korrespondent der satirischen Nachrichtensendung Daily Show des US-Kabelkanals Comedy Central bekannt. Für die Satiresendung trat er außerdem in den Segmenten Even Stephven und Produce Pete auf. Nach einer längeren Pause kehrte Carell am 23. März 2005 für einen Gastauftritt anlässlich des zweiten Jahrestages des Irakkrieges zur Daily Show zurück. Am 17. August 2005 erklärte er sein dauerhaftes Ausscheiden aus dem Team der Daily Show und zerstreute damit Gerüchte über eine mögliche Rückkehr.
Von 2005 bis 2011 spielte Carell die Hauptrolle des Michael Scott im NBC-Remake der britischen Comedyserie The Office von Ricky Gervais und Stephen Merchant. Hierfür erhielt er 2006 einen Golden Globe als bester Darsteller in einer Comedy- oder Musicalfernsehserie und wurde von 2006 bis 2011 sechsmal in Folge für den Emmy nominiert. Im einstündigen Serienfinale von The Office, das am 16. Mai 2013 ausgestrahlt wurde, übernahm er erneut seine Rolle als Michael Scott.
2005 erschien der Film Jungfrau (40), männlich, sucht …, an dem Carell nicht nur als Schauspieler in der Hauptrolle, sondern auch als Co-Drehbuchautor und Produzent beteiligt war. Darüber hinaus war Carell in kleineren Rollen in den Filmen Bruce Allmächtig, Anchorman – Die Legende von Ron Burgundy und Melinda und Melinda zu sehen.
In dem Roadmovie Little Miss Sunshine aus dem Jahr 2006 spielte er den schwulen Proust-Forscher Frank, der sich die Pulsadern aufschneiden wollte, nachdem seinem ärgsten Konkurrenten der Genie-Preis der MacArthur-Stiftung zugesprochen worden war. Im selben Jahr synchronisierte Carell erstmals das Eichhörnchen Hammy in dem Animationsfilm Ab durch die Hecke. 2007 kam die Fortsetzung des internationalen Kinohits Bruce Allmächtig mit dem Titel Evan Allmächtig in die Kinos. Jim Carrey als Bruce war in diesem Film nicht mehr dabei und gab die Hauptrolle an Steve Carell als Evan ab.
In der Actionkomödie Get Smart aus dem Jahr 2008 spielte er den Agenten Maxwell Smart, der bei seinem ersten Einsatz als Außenagent Los Angeles vor einer Atombombe retten soll.
Ab 2010 übernahm er in den Filmen der Ich – Einfach unverbesserlich–Reihe die Hauptsprechrolle des Schurken Gru.
2011 war er in der Komödie Crazy, Stupid, Love. an der Seite von Julianne Moore zu sehen. In der Tragikomödie Auf der Suche nach einem Freund fürs Ende der Welt spielte Carell erstmals eine relativ ernsthafte Rolle – einen Single, der in den Wochen vor dem Einschlag eines großen Asteroiden versucht, seine Einsamkeit zu durchbrechen.
2014 übernahm Carell als John du Pont an der Seite von Mark Ruffalo und Channing Tatum im Filmdrama Foxcatcher erstmals eine ernste Hauptrolle, die ihm jeweils eine Nominierung für den Golden Globe und den Oscar einbrachte. Im Jahr darauf folgte erneut eine Hauptrolle in dem Filmdrama Freeheld – Jede Liebe ist gleich an der Seite von Julianne Moore und Elliot Page. Überzeugen konnte Carell ebenfalls im dokumentarisch angehauchten Filmdrama The Big Short und wurde für diesen Auftritt erneut für einen Golden Globe nominiert. In den Folgejahren spielte Carell fast ausschließlich in ernsten Rollen. Zuletzt an der Seite von Christian Bale im Biopic Vice – Der zweite Mann als Donald Rumsfeld.
Carell ist mit der US-amerikanischen Schauspielerin Nancy Carell, geborene Walls, verheiratet und hat mit ihr eine Tochter und einen Sohn.

## Filmografie (Auswahl)
- 1991: Life As We Know It! (Fernsehfilm)
- 1991: Curly Sue – Ein Lockenkopf sorgt für Wirbel (Curly Sue)
- 1997: Over The Top (Fernsehserie, 12 Folgen)
- 1998: Tomorrow Night
- 1998: Homegrown
- 1998: Just Shoot Me – Redaktion durchgeknipst (Just Shoot Me!, Fernsehserie, Folge 3×04 Funny Girl)
- 1999: Suits
- 2000: H.U.D. (Fernsehfilm)
- 2000: Strangers with Candy (Fernsehserie, Folge 2×02 Behind Blank Eyes)
- 2002–2003: Watching Ellie (Fernsehserie, 16 Folgen)
- 2003: Street of Pain (Kurzfilm)
- 2003: Bruce Allmächtig (Bruce Almighty)
- 2004: Plötzlich verliebt (Sleepover)
- 2004: Anchorman – Die Legende von Ron Burgundy (Anchorman: The Legend of Ron Burgundy)
- 2004: Melinda und Melinda (Melinda and Melinda)
- 2004: Wake Up, Ron Burgundy: The Lost Movie
- 2004: Come to Papa (Fernsehserie, 4 Folgen)
- 2004: Fillmore! (Fernsehserie, Folge 2×13 Field Trip of the Just, Stimme für Mr. Delancey)
- 2005: Verliebt in eine Hexe (Bewitched)
- 2005: Jungfrau (40), männlich, sucht … (The 40 Year Old Virgin)
- 2005–2011, 2013: Das Büro (The Office, Fernsehserie, 142 Folgen)
- 2006: Little Miss Sunshine
- 2006: American Storage (Kurzfilm)
- 2006: Ab durch die Hecke (Over the Hedge, Stimme für Hammy)
- 2006: Hammy’s Boomerang Adventure (Kurzfilm, Stimme für Hammy)
- 2007: Beim ersten Mal (Knocked Up)
- 2007: Evan Allmächtig (Evan Almighty)
- 2007: Dan – Mitten im Leben! (Dan in Real Life)
- 2007: Stories USA
- 2008: Horton hört ein Hu! (Horton Hears a Who!, Stimme für Mayor)
- 2008: Get Smart
- 2010: Date Night – Gangster für eine Nacht (Date Night)
- 2010: Ich – Einfach unverbesserlich (Despicable Me, Stimme für Gru)
- 2010: Dinner für Spinner (Dinner for Schmucks)
- 2011: Crazy, Stupid, Love.
- 2012: Auf der Suche nach einem Freund fürs Ende der Welt (Seeking a Friend for the End of the World)
- 2012: Wie beim ersten Mal (Hope Springs)
- 2013: Ganz weit hinten (The Way, Way Back)
- 2013: Der unglaubliche Burt Wonderstone (The Incredible Burt Wonderstone)
- 2013: Ich – Einfach unverbesserlich 2 (Despicable Me 2, Stimme für Gru)
- 2013: Anchorman – Die Legende kehrt zurück (Anchorman 2: The Legend Continues)
- 2014: Foxcatcher
- 2014: Die Coopers – Schlimmer geht immer (Alexander and the Terrible, Horrible, No Good, Very Bad Day)
- 2015: Minions (Stimme für Gru)
- 2015: The Big Short
- 2015: Freeheld – Jede Liebe ist gleich
- 2016: Café Society
- 2016–2018: Angie Tribeca (Fernsehserie, Schöpfer, ausführender Produzent)
- 2017: Ich – Einfach unverbesserlich 3 (Despicable Me 3, Stimme für Gru)
- 2017: Battle of the Sexes – Gegen jede Regel (Battle of the Sexes)
- 2017: Last Flag Flying
- 2018: Beautiful Boy
- 2018: Willkommen in Marwen (Welcome to Marwen)
- 2018: Vice – Der zweite Mann (Vice)
- 2019–2021: The Morning Show (Fernsehserie)
- 2020–2022: Space Force (Fernsehserie)
- 2020: Irresistible – Unwiderstehlich (Irresistible)
- 2022: Minions – Auf der Suche nach dem Mini-Boss (Minions: The Rise of Gru, Stimme für Gru)
- 2022: The Patient (Miniserie)
- 2023: Asteroid City
- 2024: IF: Imaginäre Freunde (IF, Stimme für Blue)
- 2024: Ich – Einfach unverbesserlich 4 (Despicable Me 4, Stimme für Gru)
- 2025: The Four Seasons (Miniserie)

## Deutsche Synchronstimmen
Carell ist für die deutschen Fassungen seiner Filme im Laufe der Jahre von mehreren Sprechern synchronisiert worden, in den letzten Jahren am häufigsten von Uwe Büschken und Stefan Gossler, z. B. in Date Night – Gangster für eine Nacht und in der Fernsehserie Das Büro.

## Auszeichnungen
Im Jahr 2006 gewann Steve Carell den Golden Globe in der Kategorie „Best Television Actor – Musical/Comedy Series“ für seine Rolle in „The Office“. Er wurde für diesen Preis außerdem weitere elf Mal nominiert. Für seine Rolle des paranoiden Milliardärs John E. du Pont in Bennett Millers Filmdrama Foxcatcher wurde er 2015 für den Golden Globe Award und den Oscar nominiert.
Oscar
- 2015: Nominierung als Bester Hauptdarsteller (Foxcatcher)

Golden Globe
- 2006: Auszeichnung als bester Serien-Hauptdarsteller – Komödie oder Musical (Das Büro)
- 2007: Nominierung als Bester Serien-Hauptdarsteller – Komödie oder Musical (Das Büro)
- 2008: Nominierung als Bester Serien-Hauptdarsteller – Komödie oder Musical (Das Büro)
- 2009: Nominierung als Bester Serien-Hauptdarsteller – Komödie oder Musical (Das Büro)
- 2010: Nominierung als Bester Serien-Hauptdarsteller – Komödie oder Musical (Das Büro)
- 2011: Nominierung als Bester Serien-Hauptdarsteller – Komödie oder Musical (Das Büro)
- 2015: Nominierung als Bester Hauptdarsteller – Drama (Foxcatcher)
- 2016: Nominierung als Bester Hauptdarsteller – Komödie oder Musical (The Big Short)
- 2018: Nominierung als Bester Hauptdarsteller – Komödie oder Musical (Battle of the Sexes – Gegen jede Regel)

Emmy
- 2006: Nominierung als Bester Hauptdarsteller in einer Comedyserie (Das Büro)
- 2007: Nominierung als Bester Hauptdarsteller in einer Comedyserie (Das Büro)
- 2008: Nominierung Beste Comedyserie (Das Büro)
- 2008: Nominierung als Bester Hauptdarsteller in einer Comedyserie (Das Büro)
- 2009: Nominierung Beste Comedyserie (Das Büro)
- 2009: Nominierung als Bester Hauptdarsteller in einer Comedyserie (Das Büro)
- 2010: Nominierung Beste Comedyserie (Das Büro)
- 2010: Nominierung als Beste Hauptdarsteller in einer Comedyserie (Das Büro)
- 2011: Nominierung Beste Comedyserie (Das Büro)
- 2011: Nominierung als Bester Hauptdarsteller in einer Comedyserie (Das Büro)
- 2020: Nominierung als Bester Hauptdarsteller in einer Dramaserie (The Morning Show)